# Inikhnum
Inikhnum (Ijnj-ḫnm, "Khnum ve a mi"), també es pot llegir Khnum-Ini, va ser un alt funcionari de l'antic Egipte que va treballar i viure durant el temps de transició entre la II i la III dinastia. Els reis sota els quals va servir no es coneixen amb certesa, el tema està en discussió.
El nom d'Inikhnum apareix exclusivament en inscripcions de tinta negra sobre fragments d'alabastre i fragments de vas, així com en alguns fragments de pedra calcària. Aquests artefactes es van trobar sota la piràmide esglaonada a les galeries orientals de la necròpolis del faraó Djoser (III dinastia) a Saqqara i a la gran fortificació de Xunet el-Zebib del rei Khasekhemui (final de la II dinastia) a Abidos. Altres troballes que porten el nom d'Inikhnum provenen de dues tombes privades de mastaba a Saqqara i de la piràmide del rei Sekhemkhet. Les inscripcions a tinta són breus i escrites en caràcters hieràtics.

## Identitat

### Nom
El nom d'Inikhnum està relacionat amb la deïtat Khnum. Toby A. H. Wilkinson tradueix el nom com a "Khnum és el meu pare" i ho pren com a prova d'un culte primerenc d'aquesta deïtat durant el regnat del rei Ninetjer.

### Títols
Com a alt funcionari i sacerdot, Inikhnum posseïa títols d'elit i piadosos:
- Membre de l'elit (Iry-pat)
- Valet del rei (Hery-tep nesw)
- Sacerdot Sem (Sem)
- Déu servent de Khnum (Hem-netjer Khnum)

Els títols d'Inikhnum són típics per a un membre de la família reial, especialment per als prínceps. A més, les inscripcions revelen que Inikhnum va participar en un festival Heb sed. Possiblement va compartir els seus serveis i treballa amb un oficial anomenat Ma'a-aper-Min.

### Floruit
Ilona Regulski i Peter Kaplony estan convençuts que Inikhnum va complir les seves funcions entre el final del regnat de Khasekhemui i l'inici del regnat de Sekhemkhet. Les suposicions anteriors fetes per Wolfgang Helck, que va datar les inscripcions a tinta d'Inikhnum a l'època de Ninetjer (tercer governant de la II dinastia) són qüestionades per Ilona Regulski. Assenyala comparacions entre les inscripcions en tinta d'Abidos i les troballes de Saqqara amb escrits en cursiva contemporanis de la II i la III dinastia. En primer lloc, Regulski remarca que el "17è temps del recompte del bestiar" que apareix al costat del nom del funcionari, és una fórmila d'escriure que no va ser habitual fins al regnat de Djoser. A més, si el recompte del bestiar se celebrava cada dos anys, com va ser el cas durant l'Imperi Antic, Inikhnum devia haver servit un rei regnant durant almenys 34 anys. Un regnat tan llarg només està testimoniat per al rei Ninetjer de principis de la II dinastia. Tanmateix, Regulski sospita que Khasekhemui o Djoser podrien haver governat més temps del que es creu.
A més, els dissenys de fonts especials que apareixien juntament amb el nom d'Inikhnum encara no eren habituals durant l'època de Ninetjer. En particular, Regulski assenyala jeroglífics especials i les seves grafies dins de l'escriptura hieràtica: el jeroglífic en forma de ziga-zaga N35 (línia d'aigua; valor "n") encara era visiblement irregular quan s'escriuva en cursiva sota el rei Ninetjer, però a partir del regnat del rei Peribsen. s'escrivia com a una simple línia horitzontal amb els extrems engrossits. Aquesta és precisament la forma d'escriptura que apareix a les inscripcions a tinta d'Inikhnum. Un altre jeroglífic, el signe Aa1 (placenta humana; valor "kh") es va representar com un simple anell o cercle durant la vida de Ninetjer, mentre que a partir del rei Sekhemib s'escriurà amb el familiar hashing horitzontal dins del cercle. En les escriptures hieràtiques cursives aquest signe apareix com un cercle amb una o dues línies engreixades, horitzontals o diagonals. Aquest és també el cas de les inscripcions a tinta d'Inikhnum. Així, segons Regulski, la tipografia de les inscripcions a tinta corroborarien que la vida d'Inikhnum es desenvolupà en algun moment entre el final del regnat de Khasekhemui i el començament del regnat del rei Sekhemkhet.

### Avaluació de les inscripcions a tinta d'Inikhnum
Les inscripcions a tinta d'Inikhnum són de gran importància tant per als egiptòlegs com per als historiadors. No només serveixen per a estudiar el desenvolupament de l'escriptura hieràtica, sinó que també esmenten un edifici especial al costat del nom d'Inikhnum: és una casa Ka, la precursora del temple mortuori posterior. Els escrits dins de la casa Ka apunten a un rei obscur de la II dinastia, Horus Za. L'existència i la identitat d'aquest rei són molt discutides, en particular perquè el seu nom mai apareix dins d'un serekh reial. Per tant, es desconeix quan i durant quant de temps va governar el rei Za.

### Enterrament
Es desconeix el lloc d'enterrament d'Inikhnum. W. Helck i J. Spencer citen les tombes de mastaba S2429 i S3009 a Saqqara com a possibles llocs del seu enterrament.